# Água Branca (kommun i Brasilien, Piauí, lat -5,90, long -42,61)
Água Branca är en kommun i Brasilien.   Den ligger i delstaten Piauí, i den östra delen av landet, 1 200 km nordost om huvudstaden Brasília. Antalet invånare är 16 461.
Följande samhällen finns i Água Branca:
- Água Branca

Omgivningarna runt Água Branca är huvudsakligen savann. Runt Água Branca är det ganska tätbefolkat, med 70 invånare per kvadratkilometer.